# Ленц, Якоб Михаэль Рейнхольд
Якоб Михаэль Рейнхольд Ленц (нем. Jakob Michael Reinhold Lenz; 12 января 1751, Зесвеген, Лифляндия — 24 мая 1792, Москва) — немецкий писатель «Бури и натиска»; дядя театрального актёра Иоганна Рейнгольда фон Ленца.

## Биография
Якоб Михаэль Рейнхольд Ленц родился в семье пастора Христиана Давида Ленца в Зесвегене, в 150 км от Риги. В 9 лет вместе с родителями переехал в Тарту, куда перевели отца. Первое стихотворение Ленца было опубликовано, когда ему было 15 лет. В 1768—1770 годах Ленц изучал теологию сначала в Тарту, а затем в Кёнигсберге. В Кёнигсберге он посещал лекции Иммануила Канта, читал Жан-Жака Руссо, забросил теологию и отдался своему увлечению литературой. Первая книга Ленца вышла в 1769 году.
Против воли отца в 1771 году Ленц бросил учёбу в Кёнигсберге и отправился в Страсбург, поступив на службу гувернёром к курляндским баронам и офицерам Фридриху Георгу и Эрнсту Николаусу фон Клейстам. Там он примкнул к кружку интеллектуалов «Société de philosophie et de belles lettres» под руководством Иоганна Даниэля Зальцмана, в который также входил Иоганн Вольфганг Гёте. Ленц восхищался талантом Гёте, благодаря Гёте он познакомился с Иоганном Готфридом Гердером и Иоганном Каспаром Лафатером. Ленц влюбился в Фридерику Брион, бывшую возлюбленную Гёте, но его чувства остались без ответа. В 1773 году Ленц возобновил учёбу в Страсбурге. В 1774 году ушёл от Клейстов и начал жизнь свободного писателя, давая частные уроки. Гёте познакомил Ленца со своей сестрой Корнелией Шлоссер и её мужем Иоганном Георгом Шлоссером, и некоторое время Ленц проживал у них в Эммендингене.
В 1776 году Ленц последовал за своим другом Гёте в Веймар, где поначалу был радушно принят. Но уже в начале декабря с согласия Гёте герцог выслал его из Веймара. Точная причина осталась неизвестной, Гёте, прекративший общаться с Ленцем после этого, в своём дневнике упоминает о «ленцевских глупостях», за которыми по мнению некоторых исследователей скрываются неподобающие выходки Ленца в обществе. В эти годы молодой поэт переживал сильное нервное расстройство и даже душевную болезнь, которая сопровождалась припадками буйства, из-за чего некоторое время его содержали в цепях.
Ленц отправился путешествовать по Эльзасу и Швейцарии, долго скитался по Европе и в конце концов оказался сначала в Санкт-Петербурге, а затем переехал в 1781 году в Москву, где нашел пристанище у историка Фридриха Миллера. В Москве Ленц углубился в изучение русской культуры и русского языка, работал домашним учителем и общался в кругах русских масонов и писателей, участвовал в подготовке различных проектов реформ, переводил книги по русской истории на немецкий язык. Поддержку страдающему психическими расстройствами Ленцу оказывал Николай Иванович Новиков. Ленц дружил с Николаем Михайловичем Карамзиным, А. А. Петровым. О плохом состоянии здоровья Ленца Карамзин сообщал в письме Лафатеру в 1787 году. Ленц прожил в Москве последние 11 лет жизни и умер в ночь с 22 на 23 мая 1792 г. на одной из улиц Москвы от апоплексического удара. Место его погребения неизвестно.

## Избранные произведения
- «Искупительная смерть Иисуса Христа», стихотворение, 1766
- «Бедствия страны», эпос в стихах, 1769
- «Домашний учитель» («Гувернёр, или Преимущества домашнего образования»), драма, 1774 (пост. в 1950 театром Берлинер ансамбль в обработке Б. Брехта)
- «Новый Меноза», драма, 1774
- «Заметки о театре», трактат, 1774
- «Pandaemonium Germanicum», драма, 1775, опубликована в 1819
- «Солдаты», драма, 1776
- «Философ по милости друзей», драма, 1776
- «Цербин, или Новая философия», повесть, 1776
- «Деревенский проповедник», рассказ, 1777
- «Лесной отшельник», незаконченный роман, опубликован в 1882

## Новейшие издания
- Werke und Briefe/ Sigrid Damm, Hrsg. 3 Bände. Leipzig; München; Wien: Insel Verlag, 1987
- Moskauer Schriften und Briefe/ Herausgegeben und kommentiert von Heribert Tommek. 2 Bände. Berlin: Weidler Buchverlag, 2007

## Наследие
В Германии с 1991 года издается ежегодник работ, посвященных творчеству Ленца (нем. Lenz-Jahrbuch: Sturm-und-Drang-Studien), к настоящему времени вышло 14 томов.
По драме Ленца «Солдаты» созданы одноимённые оперы Манфреда Гурлитта (1930) и Б. А. Циммермана (1958—1960, пост. 1965). Ленц — значимая фигура для Пауля Целана, он упоминается в целановской прозе (Разговор в горах, 1960) и устных выступлениях. Ленц — герой биографических повестей Петера Шнайдера (1973) и Герта Хофмана (1981), оперы Вольфганга Рима (1978, пост. в России — А. Могучего, 2001, ). По пьесе Домашний учитель написана опера Мишель Реверди Наставник (1990).
Пьесы Ленца ставили крупные режиссёры разных стран. В России комедию Гувернёр поставил в студии Театр Алексей Левинский (1996). На русский язык стихи Ленца переводил Вячеслав Куприянов. Кроме того, судьбе Ленца в гротескном изложении посвящён рассказ Олега Юрьева «Неизвестное письмо писателя Я. М. Р. Ленца Николаю Михайловичу Карамзину» (2013)